# Hasta que la suegra nos separe
Hasta que la suegra nos separe es una película de comedia peruana de 2016 dirigida por Carlitos Landeo y escrita por Diego Varela. Protagonizada por Roger Del Águila, Carlos Álvarez y Giovanna Valcárcel.

## Sinopsis
Lucho y Jenny son un matrimonio de clase media que está esperando un hijo. Lucho trabaja en un restaurante y es despedido, siendo obligado a vivir en casa de su suegra. La convivencia se vuelve imposible, y su suegra es tremendamente entrometida. En medio de todos los enfrentamientos sufrió un golpe en la cabeza y producto de ello mantuvo una conversación con su suegro fallecido, quien lo convenció de que su suegra lo mató. Lucho le cuenta esto a sus amigos del fútbol y juntos buscan mil maneras de hacerla confesar.

## Reparto
Los actores que participaron en esta película son:
- Carlos Álvarez
- Leslie Shaw
- Roger del Águila
- Giovanna Valcárcel
- Jesús Delaveaux
- Manolo Rojas
- Alonso Cano
- Zelma Gálvez
- Cecilia Tosso
- Ramón García

## Producción
Hasta que la suegra nos separe se estrenó en los cines el 25 de agosto de 2016. Posteriormente, se estrenó en Colombia, Ecuador y Bolivia.